# (33551) 1999 JB15
1999 JB15 (asteroide 33551) é um asteroide da cintura principal. Possui uma excentricidade de 0.15697760 e uma inclinação de 15.29541º.
Este asteroide foi descoberto no dia 12 de maio de 1999 por LINEAR em Socorro.